# Phylloptera laevigatus
Phylloptera laevigatus är en insektsart som först beskrevs av Brunner von Wattenwyl 1891.  Phylloptera laevigatus ingår i släktet Phylloptera och familjen vårtbitare. Inga underarter finns listade i Catalogue of Life.